# Антошу корсет погубил
«Антошу корсет погубил» (пол. Antosia zgubił gorset) — русская кинокомедия 1916 года (по иным источникам 1915 года), автор сценария и режиссёр Эдвард Пухальский, оператор Борис Завелев. Второй из серии фильмов о похождениях молодца Антоши в исполнении Антона Фертнера.

## Сюжет
Воспользовавшись отъездом жены, Антоша с компанией приятелей и приятельниц весело проводит время.
В самый разгар кутежа от жены получается телеграмма о том, что утром она возвращается. Всеобщая суматоха. Антоша выпроваживает гостей и приводит всё в порядок, но вдруг с ужасом замечает забытый одной из дам корсет. Все старания Антоши отделаться от корсета оказываются тщетными: он выбрасывает корсет в окно, но дворник приносит его обратно; Антоша швыряет корсет в камин, но оттуда его извлекает трубочист; не удаётся Антоше и обронить корсет на улице. Наконец он подсовывает его вору и довольный возвращается домой. Приезжает жена, подозревающая Антошу в неверности. Ему удаётся оправдаться, но в этот момент рассыльный присылает злополучный корсет с письмом от вора.
В конце картины корсет фигурирует в руках жены в качестве орудия возмездия.

## Дореволюционная критика
Комедии с участием Фертнера «Антошу погубил корсет» и «Ошибка Антоши» разыграны очень дружно и смотрятся, особенно последняя, очень хорошо. Фертнер постепенно овладевает тайнами кинематографической игры, и в его лице русская кинематография несомненно приобретает талантливого исполнителя комедий.
— "Проектор", 1916, №2, стр. 8

<…> За последнее время в петроградских кинематографах прошло много лент с участием этого артиста. Г. Фертнер обнаруживает несомненный комический дар при наличности богатой мимики, столь ценной в кинематографе.
— "Обозрение театров", 1916. № 3111. 13

## Позднейшие оценки
Фильм сохранился в Госфильмофонде.
По мнению советского критика Р. Н. Юренева, фильм отличает пошлый сюжет с «клубничкой», в нём отсутствует не только мысль, но и элементарный смысл, и это сказывается на игре Фертнера.
В 2008 году фильм участвовал в программе фестиваля музыки к немому кино «Немой восторг» как «одна из самых кассовых российских кинокомедий» и один из первых опытов комедии положений в русском кино.